# Cwiki
Cwiki는 모니위키 기반 위키사이트로, 2011년 8월 29일에 시작하였다.
Cwiki는 애니시아에서 설립한 위키 사이트로서, 애니메이션만을 전문적으로 취하고 있다는 점이 특징이다. 2011년 9월 22일 현재 문서 수가 1만 3천여 개를 상회하고 있다.

## 역사
- 2011년 8월 29일, 인터넷 상설 호스트 서버를 이용하여 개설되었다.

- 2011년 9월 22일, 베스트애니메와 한국독립애니메이션협회의 정보가 등록되었다.

## 특징
Cwiki는 엔하위키와 마찬가지로 자유롭게 배포 및 전송할 수 있으며 누구나 편집할 수 있는 구조를 취하고 있다. 단, 그 주제는 애니메이션에 국한되어있다는 차이점이 있다.

## 같이 보기
- 한국어 위키 목록
- 위키뉴스